# Frank Arhin
Frank Arhin, född 16 februari 1999, är en ghanansk fotbollsspelare som spelar för IFK Östersund.

## Karriär
Arhin är fostrad i Right to Dream Academy. Han har vunnit Gothia Cup två gånger.
Den 9 augusti 2017 skrev Arhin på ett fyraårskontrakt med Östersunds FK. Han gjorde allsvensk debut den 9 september 2017 i en 3–0-vinst över AFC Eskilstuna. Den 14 oktober 2017 gjorde Arhin sitt första allsvenska mål i en 3–0-vinst över Örebro SK.
Den 1 mars 2019 lånades Arhin ut till Dalkurd FF på ett låneavtal över säsongen 2019.
Den 1 april 2022 återvände Arhin på fri transfer till Dalkurd FF. I juni 2023 gick han till division 2-klubben IFK Östersund. I augusti 2023 flyttade Arhin till irakiska Erbil SC. Inför säsongen 2024 återvände han till IFK Östersund.